# Pro*C
Pro*C/C++, più comunemente noto come Pro*C, è uno strumento per includere comandi SQL in un programma C o C++. Si comporta a tutti gli effetti come un precompilatore: il codice sorgente scritto in Pro*C viene tradotto in codice C con chiamate alle librerie ORACLE.

## Compilazione
La compilazione completa avviene in più passaggi:
1. Il codice sorgente esempio.pc viene prima passato al precompilatore Pro*c, che creerà il file sorgente C esempio.c: proc esempio.pc
2. Il file sorgente esempio.c viene passato al compilatore C, che creerà il file oggetto esempio.o
3. Il file oggetto esempio.o si collega alle librerie Oracle runtime library, comunemente nota come SQLLIB, attraverso il linker
4. I file oggetto messi insieme creeranno l'eseguibile esempio finale

Durante la prima fase (precompilatore Pro*c), viene effettuata una connessione al server ORACLE per validare le query SQL del codice Pro*C. Le altre fasi invece vengono eseguite col seguente comando: gcc -o esempio esempio.c.

## Esempio
Tutte le pagine devono cominciare con EXEC SQL e terminare con il ;.
Esempio di codice Pro*C:
```
void
 
updateTable
()
 
{

EXEC
 
SQL
 
WHENEVER
 
ERROR
 
DO
 
errorTable
(
"Error updating table!"
);

EXEC
 
SQL
 
WHENEVER
 
NOT
 
FOUND
 
continue
;

EXEC
 
SQL
 
UPDATE
 
ma_table
 
SET
 
ma_colonne
 
=
 
'abc'
 
WHERE
 
id
=
2
 
;

return
 
;

}

```